# Мачулищі (зупинний пункт)
Мачу́лищі (біл. Мачу́лішчы) — пасажирський залізничний зупинний пункт Мінського відділення Білоруської залізниці Білоруської залізниці на електрифікованій магістральній лінії південно-східного напрямку Мінськ — Жлобин — Гомель між станцією Колядичі (3,3 км) та зупинним пунктом Асеєвка (3,6 км). Розташований в однойменного селища міського типу Мачулищі Мінського району Мінської області, за 10 км від станції Мінськ-Пасажирський.

## Пасажирське сполучення
На зупинному пункті Мачулищі зупиняються електропоїзди другої лінії Мінської міської електрички Мінськ — Руденськ та електропоїзди регіональних ліній економкласу до станцій Мінськ-Пасажирський (Інститут культури), Пуховичі, Осиповичі I, Руденськ та Талька. 

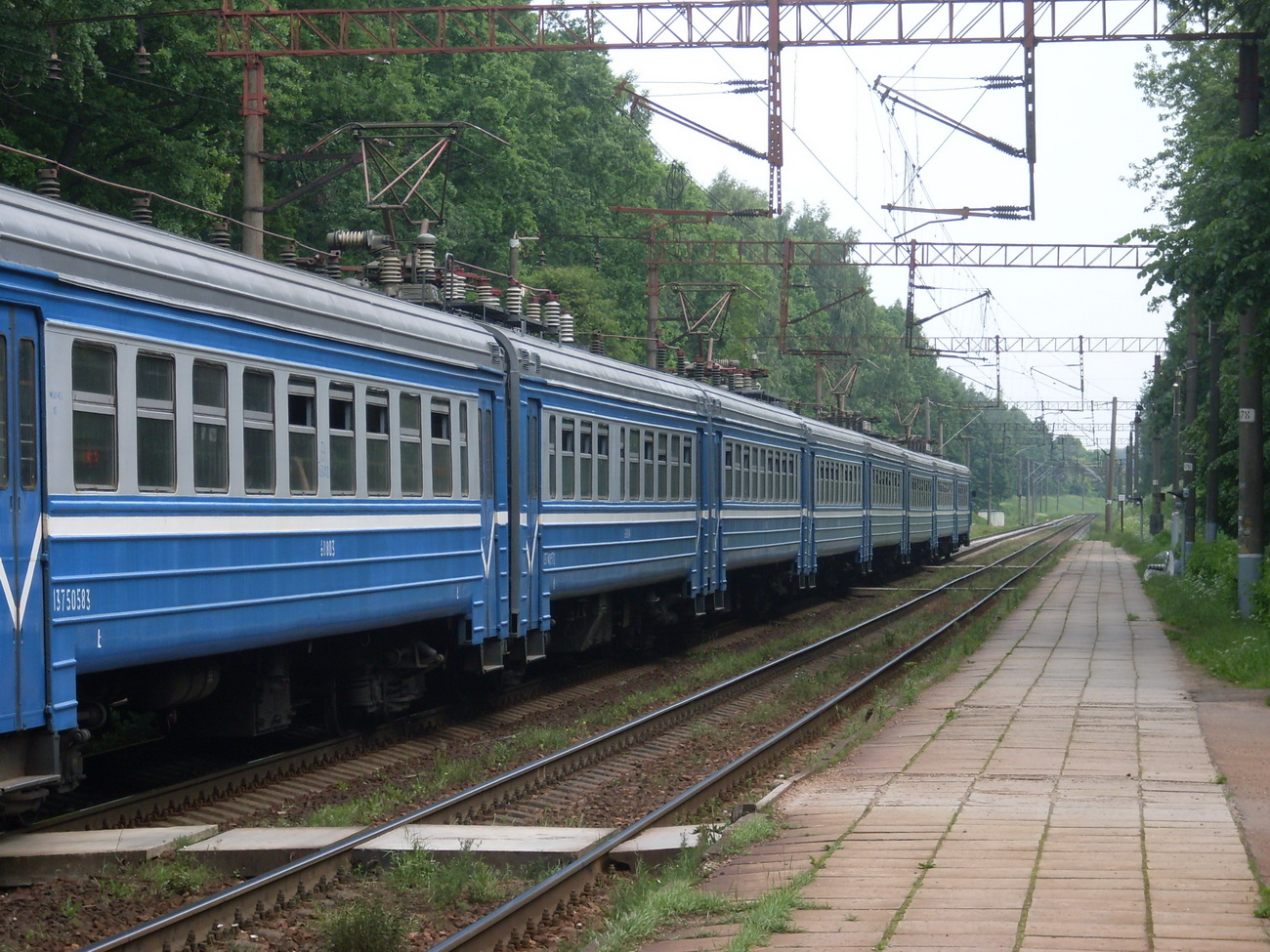
Поїзд регіональних ліній економкласу на зупинному пункті Мачулищі

Час у дорозі від станції Мінськ-Пасажирський з усіма зупинками поїздами міських ліній та регіональних ліній економкласу приблизно 18-20 хвилин.